# Floing (Steiermark)
Floing ist eine im Bezirk Weiz gelegene Gemeinde des österreichischen Bundeslandes Steiermark mit 1213 Einwohnern (Stand 1. Jänner 2024).

## Geografie

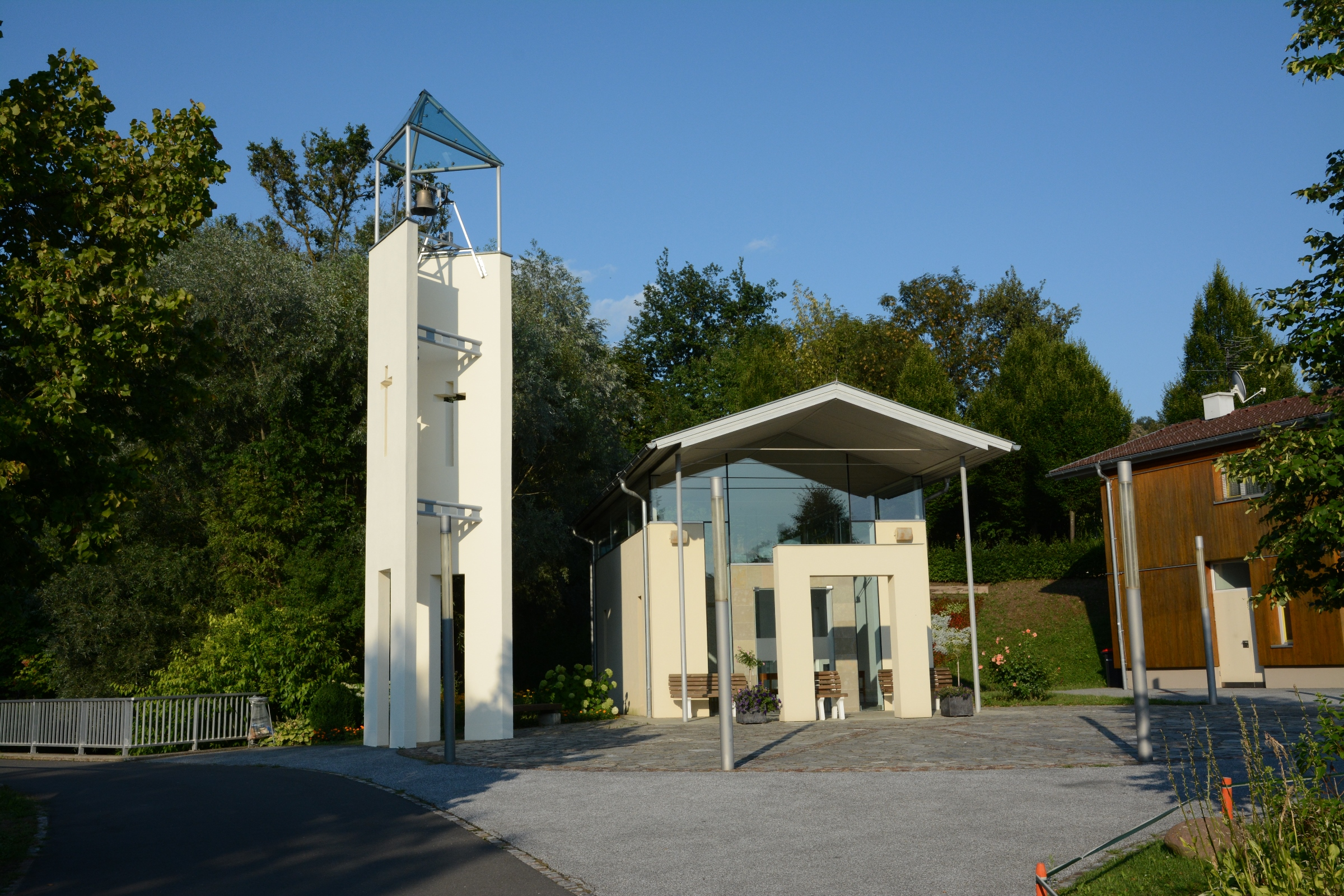
Kapelle Floing

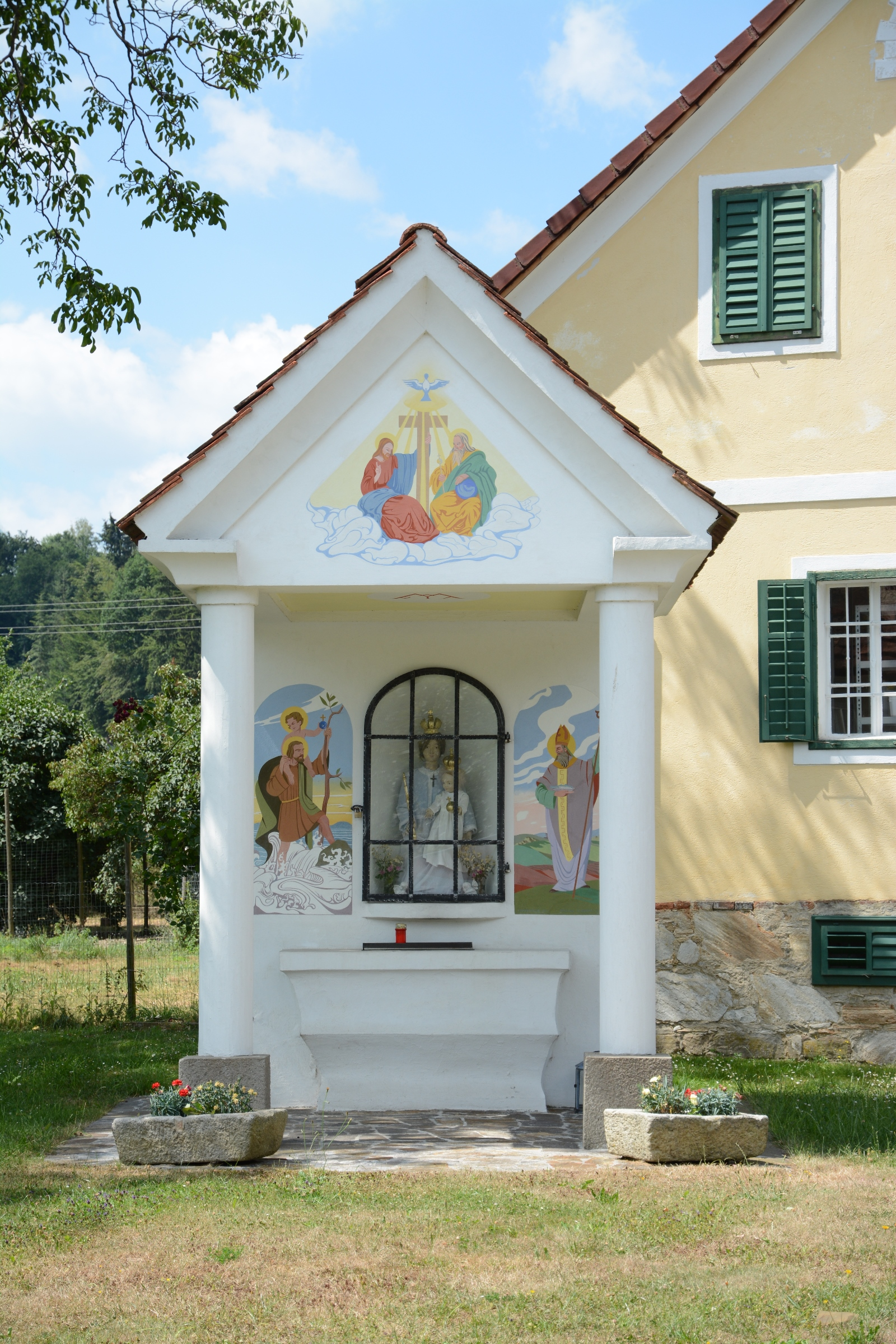
Kapelle in Unterfeistritz

Die Gemeinde Floing liegt in der Hügellandschaft der Oststeiermark am Fuße des Rabenwaldes und am Beginn der Steirischen Apfelstraße. Die Landschaft ist geprägt von Obstgärten, Wiesen, Mischwäldern und dem Fluss Feistritz. Von der Gesamtfläche sind 44 Prozent bewaldet, 43 Prozent werden landwirtschaftlich genutzt.

### Gemeindegliederung
Das Gemeindegebiet umfasst folgende drei Ortschaften (in Klammern Einwohnerzahl Stand 1. Jänner 2024):
- Floing (452)
- Lebing (459)
- Unterfeistritz (302)

Die Gemeinde besteht aus den beiden Katastralgemeinden Floing und Unterfeistritz.

### Weitere Informationen
- Haushalte: 412 (Stand: 2012)

## Bevölkerungsentwicklung
| Floing: Einwohnerzahlen von 1869 bis 2024           | Floing: Einwohnerzahlen von 1869 bis 2024 | Floing: Einwohnerzahlen von 1869 bis 2024 | Floing: Einwohnerzahlen von 1869 bis 2024 | Floing: Einwohnerzahlen von 1869 bis 2024 |
| --------------------------------------------------- | ----------------------------------------- | ----------------------------------------- | ----------------------------------------- | ----------------------------------------- |
| Jahr                                                |                                           |                                           |                                           | Einwohner                                 |
| 1869                                                | 1869                                      |                                           | 749                                       | 749                                       |
| 1880                                                | 1880                                      |                                           | 791                                       | 791                                       |
| 1890                                                | 1890                                      |                                           | 798                                       | 798                                       |
| 1900                                                | 1900                                      |                                           | 803                                       | 803                                       |
| 1910                                                | 1910                                      |                                           | 944                                       | 944                                       |
| 1923                                                | 1923                                      |                                           | 929                                       | 929                                       |
| 1934                                                | 1934                                      |                                           | 1.054                                     | 1.054                                     |
| 1939                                                | 1939                                      |                                           | 976                                       | 976                                       |
| 1951                                                | 1951                                      |                                           | 1.059                                     | 1.059                                     |
| 1961                                                | 1961                                      |                                           | 982                                       | 982                                       |
| 1971                                                | 1971                                      |                                           | 1.050                                     | 1.050                                     |
| 1981                                                | 1981                                      |                                           | 1.083                                     | 1.083                                     |
| 1991                                                | 1991                                      |                                           | 1.139                                     | 1.139                                     |
| 2001                                                | 2001                                      |                                           | 1.226                                     | 1.226                                     |
| 2011                                                | 2011                                      |                                           | 1.215                                     | 1.215                                     |
| 2021                                                | 2021                                      |                                           | 1.207                                     | 1.207                                     |
| 2024                                                | 2024                                      |                                           | 1.213                                     | 1.213                                     |
| Quelle(n): Statistik Austria, Gebietsstand 1.1.2021 |                                           |                                           |                                           |                                           |

## Kultur und Sehenswürdigkeiten
- Kapelle Floing
- Kapelle Unterfeistritz

## Wirtschaft und Infrastruktur

### Wirtschaftssektoren
Von den 75 landwirtschaftlichen Betrieben des Jahres 2010 wurden 30 im Haupterwerb geführt. Diese bewirtschafteten über sechzig Prozent der Flächen. Im Produktionssektor ist der größte Arbeitgeber der Bergbau. Die Firma Imerys Talc Austria GmbH baut am Rabenwaldkogel jährlich etwa 10.000 Tonnen Talk im Tagbau ab.
Im Dienstleistungssektor sind in den sozialen und öffentlichen Diensten mehr als fünfzig Menschen beschäftigt (Stand 2011).
| Wirtschaftssektor            | Anzahl Betriebe | Anzahl Betriebe | Anzahl Betriebe | Erwerbstätige | Erwerbstätige | Erwerbstätige |
| Wirtschaftssektor            | 2021            | 2011            | 2001            | 2021          | 2011          | 2001          |
| ---------------------------- | --------------- | --------------- | --------------- | ------------- | ------------- | ------------- |
| Land- und Forstwirtschaft 1) | 41              | 75              | 89              | 62            | 61            | 48            |
| Produktion                   | 24              | 19              | 9               | 123           | 61            | 183           |
| Dienstleistung               | 59              | 41              | 23              | 144           | 95            | 61            |

1) Betriebe mit Fläche in den Jahren 2010 und 1999, Arbeitsstätten im Jahr 2021
| Im Jahr 2011 lebten 637 Erwerbstätige in Floing. Davon arbeitete ein Viertel in der Gemeinde, drei Viertel pendelten aus. Die Gemeinde bildet gemeinsam mit Feistritztal, Anger, Puch bei Weiz und Stubenberg den Tourismusverband „Apfelland Stubenbergsee“. Dessen Sitz ist Stubenberg. Floing zählt 2000 bis 2500 Übernachtungen pro Jahr. Mehr als drei Viertel der Übernachtungen entfallen auf die Monate Juni bis September mit einer deutlichen Spitze im August. Der Feistritztal-Radweg R8 verläuft durch das Gemeindegebiet. | Hier fehlt eine Grafik, die leider im Moment aus technischen Gründen nicht angezeigt werden kann. Wir arbeiten daran! |

## Politik

### Gemeinderat
Bei den Gemeinderatswahlen werden 15 Mandatare gewählt. 
- Bei der Wahl 2015 entfielen acht Mandate auf die ÖVP, sechs auf die SPÖ und eines auf die FPÖ.[11]
- Bei der Wahl 2020 entfielen acht Mandate auf die ÖVP und sieben auf die SPÖ.[12]

### Bürgermeister
Bürgermeister von Floing war bis November 2022 Franz Lichtenegger. Im November 2022 wurde Martin Haberl zu seinem Nachfolger gewählt.

## Persönlichkeiten

### Ehrenbürger
- 1986: Othmar Tödling (1921–2014), Abgeordneter zum Nationalrat 1956–1975, Bürgermeister von Floing 1966–1985

### Söhne und Töchter der Gemeinde
- Othmar Tödling
- Eva Janko (* 1945), Leichtathletin